# Beni Boussaid
Beni Boussaid è un comune dell'Algeria, situato nella provincia di Tlemcen.